# Maria-oord (Vught)
Het Maria-oord  is een voormalig klooster aan de Glorieuxlaan 6 in Vught in de provincie Noord-Brabant.
De Ursulinen kwamen uit Uden en verkregen in 1899 de villa Roucouleur (architect Lambert Hezemans) aan de Zandstraat. Hier werd een internaat gesticht waarin onderwijzers werden opgeleid. In 1910 werd een nieuw gebouw voor "jongejuffrouwen" opgericht in neorenaissancestijl door architect J.J. Dony. In 1912 werd de kapel ingewijd. Sindsdien heette het klooster "Mariaoord" en de villa "Klein Mariaoord".
In de jaren '20 van de 20e eeuw was het een van de grootste kostscholen van Nederland. In 1929 werd de kostschool, mede door reorganisatie, gesloten. Het klooster bleef intact en de kapel werd verfraaid met glas-in-loodramen van Lou Asperslagh.
In 1938 werd Mariaoord de naam van de villa en ging het kloostergebouw Roucouleur heten. Dit kwam in gebruik bij de Katholieke Actie. In 1941 vertrokken de Ursulinen en kwamen verdreven studenten van het grootseminarie uit Haaren in het gebouw. Deze werden opnieuw door de Duitsers verdreven. Het gebouw werd een verblijfplaats voor Duitse soldaten.
In 1945 kwamen de Zusters van het Allerheiligste Hart van Jezus in het gebouw welke in 1953 werden opgevolgd door de Broeders van Onze-Lieve-Vrouw van Lourdes. Het grote gebouw werd een juvenaat, waar in de hoogtijdagen 100 jongens verbleven. In 1969 sloot dit wegens gebrek aan roepingen. Er kwam een verplegingsopleiding "Vlaschmeer" en in 1999 werd het een middelbare school.
Het is een rijksmonument.
Het pand is tegenwoordig een appartmentencomplex en heet nu Parc Glorieux